# گمینا ووبژنگتسا
گمینا ووبژنگتسا (به لهستانی:  Gmina Łobżenica) یک گمینا در لهستان است که در شهرستان پیوا واقع شده‌است. گمینا ووبژنگتسا ۱۹۰٫۶۸ کیلومتر مربع مساحت و ۹٬۸۵۳ نفر جمعیت دارد.